# 가이 에커
가이 에커(Guy Ecker, 1959년 2월 9일 ~ )는 미국의 배우이다.